# Yūkhān
Yūkhān är en ort i Iran.   Den ligger i provinsen Khuzestan, i den västra delen av landet, 600 km söder om huvudstaden Teheran. Yūkhān ligger 1 meter över havet och antalet invånare är 776.
Terrängen runt Yūkhān är mycket platt. Runt Yūkhān är det ganska tätbefolkat, med 54 invånare per kvadratkilometer. Yūkhān är det största samhället i trakten. Omgivningarna runt Yūkhān är i huvudsak ett öppet busklandskap.